# سرینا (بازیگر پورنوگرافی)
سرینا (انگلیسی: Serena؛ زاده ۲۰ فوریهٔ ۱۹۵۱) بازیگر پورنوگرافی است.
سرنا یک نوجوان فراری بود که توسط یک آرایشگر کشف شد. او با مدلینگ برای مجلات مردانه شروع کرد،